# CLAS-Cajastur
CLAS-Cajastur ist ein ehemaliges spanische Radsportteam, das von 1988 bis 1993 bestand. Der Hauptsponsor war eine Molkereigenossenschaft aus der spanischen Region Asturien Central Lechera Asturiana (CLAS), von 1988 bis 1989 alleinige Sponsor und ab 1990 bis 1993 mit Caja de Ahorros de Asturias (Cajastur) einer asturische Sparkasse als Co-Sponsor.

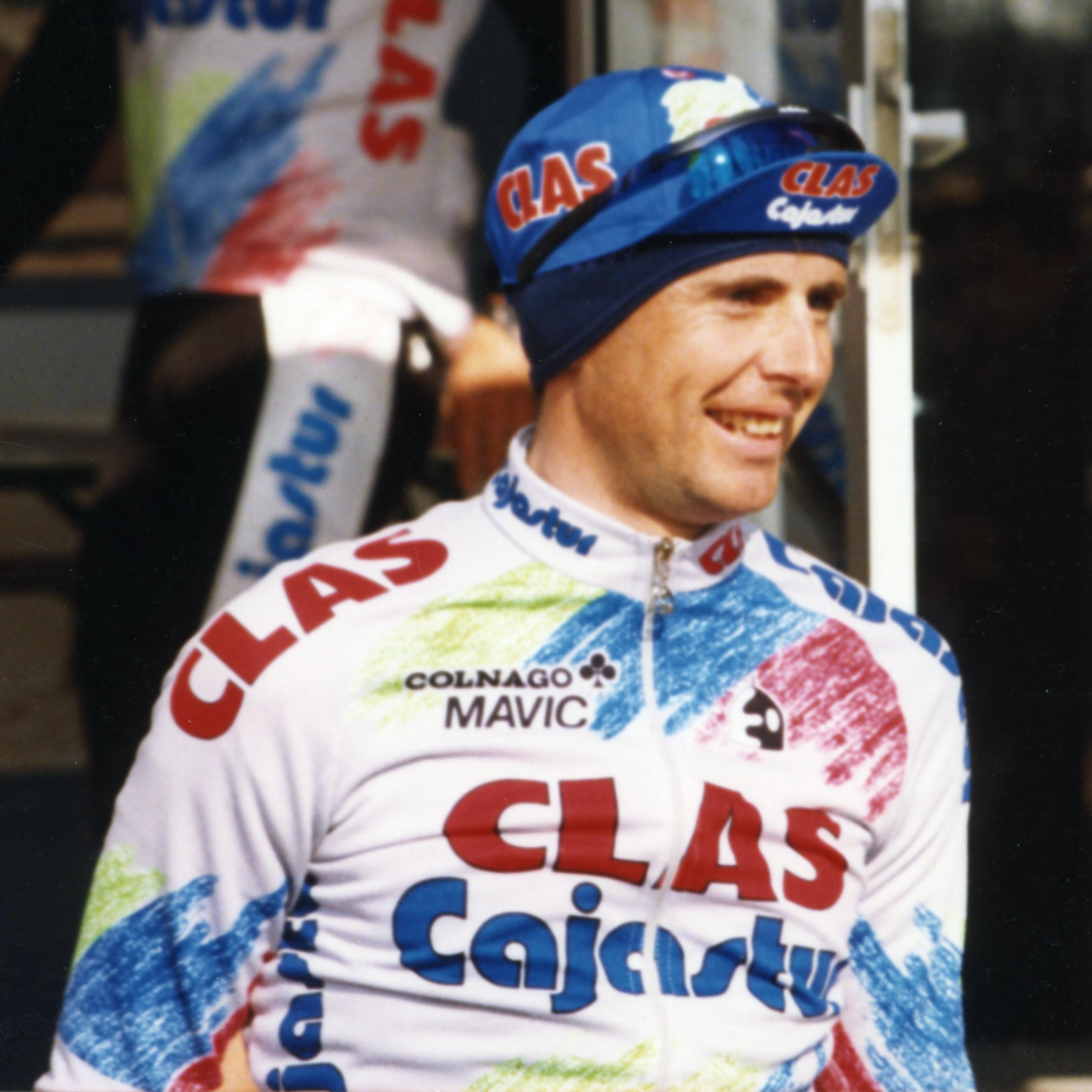
Tony Rominger 1993 bei Paris-Nizza

## Geschichte
Das Team wurde von José Manuel Fuente zusammengestellt und er übernahm die sportliche Leitung für ein Jahr. Die nächsten Jahre bis zur Auflösung und Fusion mit Mapei wurde das Team vom Juan Fernández Martín geleitet.
In den Anfangsjahren wurden nur kleinere Rennen gewonnen und erst 1990 konnte mit einem Etappensieg und einem 6. Platz in der Gesamtwertung der Vuelta a España größere Erfolge erzielt werden. Noch größere Erfolge stellten sich ein, als Tony Rominger zum Team kam. Hierbei sind die größten die beiden Rundfahrtsiege bei der Vuelta a España 1992 und 1993.
Ende 1993 wurde das Team aufgelöst und mit dem italienischen Team Mapei fusioniert.

## Doping
Es gab zwei Fälle von überführten Doping im Team. Hier wurde Carlos Muñiz bei der Andalusien-Rundfahrt 1990 positiv auf Koffein und Manuel Dominguez 1992 bei der Vuelta a España positiv auf Amineptin getestet.

## Erfolge
1988
- eine Etappe Murcia-Rundfahrt
- eine Etappe Vuelta a los Tres Cantos
- eine Etappe Vuelta a los Valles Mineros
- eine Etappe Portugal-Rundfahrt

1989
- Trofeo Masferrer
- eine Etappe Vuelta a La Rioja
- eine Etappe Baskenland-Rundfahrt

1990
- Klasika Primavera de Amorebieta
- eine Etappe Vuelta a España
- Setmana Catalana de Ciclisme
- Galicien-Rundfahrt
- eine Etappe Vuelta a los Valles Mineros
- eine Etappe Aragon-Rundfahrt
- eine Etappe Katalonien-Rundfahrt

1991
- eine Etappe Valencia-Rundfahrt
- Bergwertung Giro d’Italia

1992
- Gesamtwertung und vier Etappen Vuelta a España
- Lombardei-Rundfahrt
- Grand Prix Téléglobe
- Firenze–Pistoia
- Klasika Primavera de Amorebieta
- Subida al Naranco
- Subida Urkiola
- zwei Etappen Paris-Nizza
- eine Etappe Katalonien-Rundfahrt
- Paarzeitfahren Baden-Baden
- eine Etappe Escalada a Montjuïc

1993
- drei Etappen und  Bergwertung  Tour de France
- Gesamtwertung und drei Etappen Vuelta a España
- La Poly Normande
- Gesamtwertung und drei Etappen Baskenland-Rundfahrt
- eine Etappe GP de la Bicicleta Eibarresa
- eine Etappe Setmana Catalana de Ciclisme
- eine Etappe Galicien-Rundfahrt

## Monumente-des-Radsports-Platzierungen
| Monument                 | 1988 | 1989 | 1990 | 1991 | 1992 | 1993 |
| ------------------------ | ---- | ---- | ---- | ---- | ---- | ---- |
| Mailand–Sanremo          | –    | –    | –    | 16   | 21   | 19   |
| Flandern-Rundfahrt       | –    | –    | –    | 29   | 118  | 94   |
| Paris–Roubaix            | –    | –    | –    | 81   | –    | –    |
| Lüttich–Bastogne–Lüttich | –    | –    | –    | 41   | 5    | 2    |
| Lombardei-Rundfahrt      | –    | –    | 5    | 45   | 1    | –    |

## Grand-Tours-Platzierungen
| Grand Tour            | 1988 | 1989 | 1990 | 1991 | 1992 | 1993 |
| --------------------- | ---- | ---- | ---- | ---- | ---- | ---- |
| Vuelta a EspañaVuelta | 30   | 61   | 6    | 4    | 1    | 1    |
| Giro d’ItaliaGiro     | –    | –    | 5    | 13   | –    | –    |
| Tour de FranceTour    | –    | –    | –    | 33   | 19   | 2    |

## Bekannte ehemalige Fahrer
- Tony Rominger  (1992–1993)
- Fernando Escartín (1990–1993)
- Federico Echave  (1990–1993)
- Abraham Olano  (1993)
- Iñaki Gastón  (1990–1993)